# Schlacht von Theben
In der Schlacht von Theben siegte Alexander der Große im August 335 v. Chr. über die griechische Polis Theben, die in der Folge zerstört wurde.

## Hintergrund
In der Schlacht von Chaironeia 338 v. Chr. hatte die boiotische Polis Theben ihre Hegemonie über weite Teile des antiken Griechenland an Philipp II. von Makedonien verloren, die sie seit dem Sieg über Sparta in der Schlacht bei Leuktra 371 v. Chr. noch innegehabt hatte. Theben war darauf gezwungen dem Hellenenbund von Korinth beizutreten und makedonische Besatzungstruppen auf ihrer Akropolis, der Kadmeia, aufzunehmen. Außerdem hatte es Truppen für den Rachefeldzug gegen das persische Großreich zu stellen, mit dem Theben in den vorangegangenen Generationen tatsächlich verbündet gewesen war.
Im Jahr 336 v. Chr. wurde Philipp II. ermordet, und den Gesetzmäßigkeiten der Geschichte des antiken Griechenland folgend, erkannten die Makedonenfeinde in den griechischen Städten darin die Chance, die makedonische Hegemonie abzuschütteln. Gegenüber dem jungen Nachfolger Alexander aber erneuerten die Abgesandten der Griechen in Korinth einstweilen noch die Bestimmungen des Hellenenbunds und die Bereitschaft zum Feldzug gegen die Perser.

## Kriegsausbruch
Nachdem Alexander im Frühjahr 335 v. Chr. mit seinem Heer zu einem Feldzug gegen die Barbarenstämme des Balkans aufgebrochen war, erhoben sich in Athen die Makedonenfeinde um Demosthenes und Lykurgos, die in öffentlichen Reden den Tod Alexanders gegen die Triballer verkündeten, womit alle vertragliche Bindungen an ihn hinfällig geworden seien. Die in Athen exilierten thebanischen Makedonengegner kehrten darauf in ihre Heimatstadt zurück, ermordeten zwei promakedonische Führer und übernahmen die Macht, die Kadmeia verblieb aber in der Hand der sich dort verschanzenden makedonischen Besatzung. Anschließend beschloss die thebanische Ratsversammlung den Krieg gegen Makedonien, der als Befreiung der Griechen von der makedonischen „Tyrannei“ gerechtfertigt wurde. Unterstützung erhielt man dabei von Demosthenes, der ihnen in eigener Rechnung Waffen lieferte, die er wiederum mittels 300 Talenten finanzieren konnte, die ihm der persische Großkönig Dareios III. zugesandt hatte. Die Stadtoberen von Athen tolerierten dieses private Engagement des Politikers, da sie auf diesem Weg Theben unterstützen konnten, ohne die zuvor mit Makedonien eingegangenen Verträge brechen zu müssen. Auch die Arkadier, die bereits am Isthmos standen, erklärten ihre Bereitschaft zur militärischen Unterstützung. Demosthenes konnte in der Ekklesia von Athen schließlich doch einen offiziellen Antrag zur Hilfe für Theben durchbringen, doch verzichtete die Stadt einstweilen auf die Entsendung von Truppen, da man die weiteren Ereignisse abzuwarten gedachte. Denn ein diplomatisches Engagement des Antipatros hatte offenbar Zweifel am Tod Alexanders hervorgerufen, worauf Makedonenfreunde wie Demades und Phokion zur Vorsicht mahnten. Gegen Alexander wagte Athen nicht zu kämpfen.
Alexander hatte tatsächlich erst im Hochsommer 335 v. Chr. nach seinem Sieg über die Illyrer bei Pelion (heute an der Ostgrenze Albaniens) vom Abfall Thebens aus dem Hellenenbund erfahren. Statt seinen Balkanfeldzug mit einer Rückkehr nach Pella zu beenden, marschierte er mit seinen Truppen im Eiltempo direkt in den Süden und erreichte, dabei die Thermophylen passierend, nach einem zwölftägigen Gewaltmarsch Boiotien. Obwohl seine schnelle Ankunft die Griechen erstaunte und überraschte, hielten die politischen Führer in Theben weiterhin an der Fama von seinem Tod fest und erklärten den Anführer der Makedonen für einen anderen Alexander, den Sohn des Aeropos. Die Arkadier und Eleer zogen es ihrerseits vor, sich vom Isthmos in ihre Städte zurückzuziehen, später verurteilten sie die Initiatoren ihres Zuges. Alexander indes erhielt die Unterstützung der boiotischen Städte Phokis, Orchomenos, Thespiai und Plataiai, die ihre Chance zur Rache an ihrer generationenlangen Unterdrückerin Theben erkannten. Von den Verbündeten im Stich gelassen, in Griechenland isoliert und mit den Makedonen auf der Kadmeia im Rücken waren die thebanischen Führer dennoch entschlossen, ihren Widerstand fortzusetzen, sei es wegen der mangelnden Aussicht auf Gnade oder in Überschätzung der eigenen Kräfte.

## Die Schlacht
Der genaue Ablauf der folgenden Schlacht und vor allem die Rolle Alexanders darin ist schwer zu rekonstruieren, da sich die zwei detailliert darüber berichtenden Autoren, Arrian (Anabasis 1, 8, 1-8, promakedonisch nach Ptolemaios) und Diodor (Bibliothéke historiké 17, 11, 1 – 13, 6, prothebanisch), in ihren Beschreibungen widersprechen.
Theben war mit einem Mauerring umgeben, der gegen den Angreifer gut zu verteidigen war, da dieser zugunsten einer höheren Marschgeschwindigkeit auf die Mitführung von Belagerungsmaschinen verzichtet hatte. Die Mauer besaß allerdings an ihrer Südseite eine Schwachstelle, wo die von den Makedonen besetzte Kadmeia direkt angrenzte, die somit als Einfallstor geradezu prädestiniert war. Die Thebaner erweiterten deshalb an dieser Stelle ihr Verteidigungswerk durch eine weitläufige Palisadenumzäunung, die weiterhin mit Gräben und Wällen verstärkt wurde. Auf diesem Weg schnitten sie den direkten Zugang zur Kadmeia von der Außenwelt ab und isolierten zugleich deren Besatzung. Der makedonische Kommandant der Kadmeia namens Philotas verhielt sich abwartend ruhig und störte die Befestigungsarbeiten nicht. Vor dem Palisadenwall positionierten die Thebaner ihre kampfbereite Phalanx und dahinter ihre Kavallerie, an dieser Stelle sollte also der Kampf stattfinden. Alexander wiederum verzichtete bei seinem Heranmarsch zunächst auf einen Direktangriff, um den Stadtoberen Zeit zur Beratung für eine mögliche Kapitulation zu geben; unter anderem verlangte er die Auslieferung der beiden antimakedonischen Führer Phoinix und Prothytes. Er hoffte, dass die Thebaner aufgrund seiner deutlichen Überlegenheit nachgeben würden, doch von der Stadtmauer herab wiesen sie seine Kapitulationsbedingung zurück, verlangten ihrerseits die Auslieferung des Philotas und Antipatros und beleidigten Alexander als „Tyrannen Griechenlands“. Laut Diodor soll allerdings die Bevölkerungsmehrheit im Wissen der Unterlegenheit für ein Nachgeben gewesen sein, doch sei es ihr nicht gelungen, die Antimakedonen unter den städtischen Spitzenbeamten zu stürzen.
An dieser Stelle beginnen sich die Berichte zu widersprechen. Während Diodor beschreibt, wie Alexander ob der Beleidigungen zornerfüllt sein Heer in drei Schlachtreihen zum Angriff aufteilte, berichtet Arrian von einer Insubordination des Offiziers Perdikkas, der entgegen einem eindeutig anderslautenden Befehl Alexanders sein Infanteriebataillon, eine Taxis der pezhetairoi, eigenmächtig zum Angriff auf die Stadt anführte, dabei das Bataillon des Amyntas mit sich reißend, worauf Alexander letztlich widerwillig das restliche Heer zum Angriff losstürmen ließ. Weil sich Arrian in seinem Werk auf die Überlieferung des Ptolemaios stützte, wird in der Geschichtsforschung die These einer von Ptolemaios betriebenen Form der damnatio memoriae an Perdikkas angenommen, der nach Ptolemaios seinem im ersten Diadochenkrieg auftretenden Erzfeind die historische Verantwortung für den Untergang Thebens anlastete um gleichzeitig Alexander, als dessen Freund er sich selbst beschrieb, von dieser zu entlasten. An der Glaubwürdigkeit des Ptolemaios ist also Zweifel angebracht, wenngleich letztlich Wort gegen Wort steht und der tatsächliche Hergang zu den Ereignissen vor Theben nicht mehr nachzuprüfen ist.
Nach Diodor ließ Alexander nach drei Tagen des Abwartens die erste Schlachtreihe schließlich gegen die Phalanx der Thebaner vorrücken, während die zweite direkt gegen den Palisadenwall anmarschierte. Der Kampf gestaltete sich für die Makedonen unerwartet verlustreich, und ein Durchbruch durch die Reihen der verzweifelt ankämpfenden Thebaner wollte nicht gelingen. Da entschloss sich Alexander seine dritte, als Reserve zurückgehaltene, Schlachtreihe in den Kampf zu führen. Während des Kampfes bemerkten die Makedonen, dass ein dem Palisadenwall angrenzendes Stadttor geöffnet wurde, jenes vor dem Tempel des Amphion, aus welchem die Thebaner offenbar einen Ausfall auf die Flanke der Makedonen auszuführen beabsichtigten. Alexander erkannte die Gefahr, die zugleich auch eine Chance barg, und befahl Perdikkas mit seinen Truppen zum sofortigen Angriff auf dieses Tor, dem dort auch der entscheidende Vorstoß in die Stadt gelang. Nach Arrian/Ptolemaios wurde Perdikkas dabei durch einen Pfeil verletzt und musste ins Feldlager zurückgetragen werden, weshalb seine Männer ein zweites Mal ohne ihn gegen das Tor vorrücken mussten; ein weiterer Versuch, sein Andenken zu schmälern? Jedenfalls griff beim Einbruch der Makedonen in die Stadt auch die Besatzung der Kadmeia in den Kampf ein, die zum Amphion-Tempel wie auch zum Palisadenwall hin ausbrachen, wodurch die Thebaner nun von zwei Seiten aus bedrängt wurden. Dem konnten sie nicht mehr standhalten, und viele Krieger wurden regelrecht massakriert. Die in Panik verfallende Stadt wurde vom hereinströmenden Feind geplündert, und vor allem die rachsüchtigen boiotischen Truppen nahmen keine Rücksicht auf Zivilisten; nur wenige konnten sich in die Tempel retten.

## Folgen

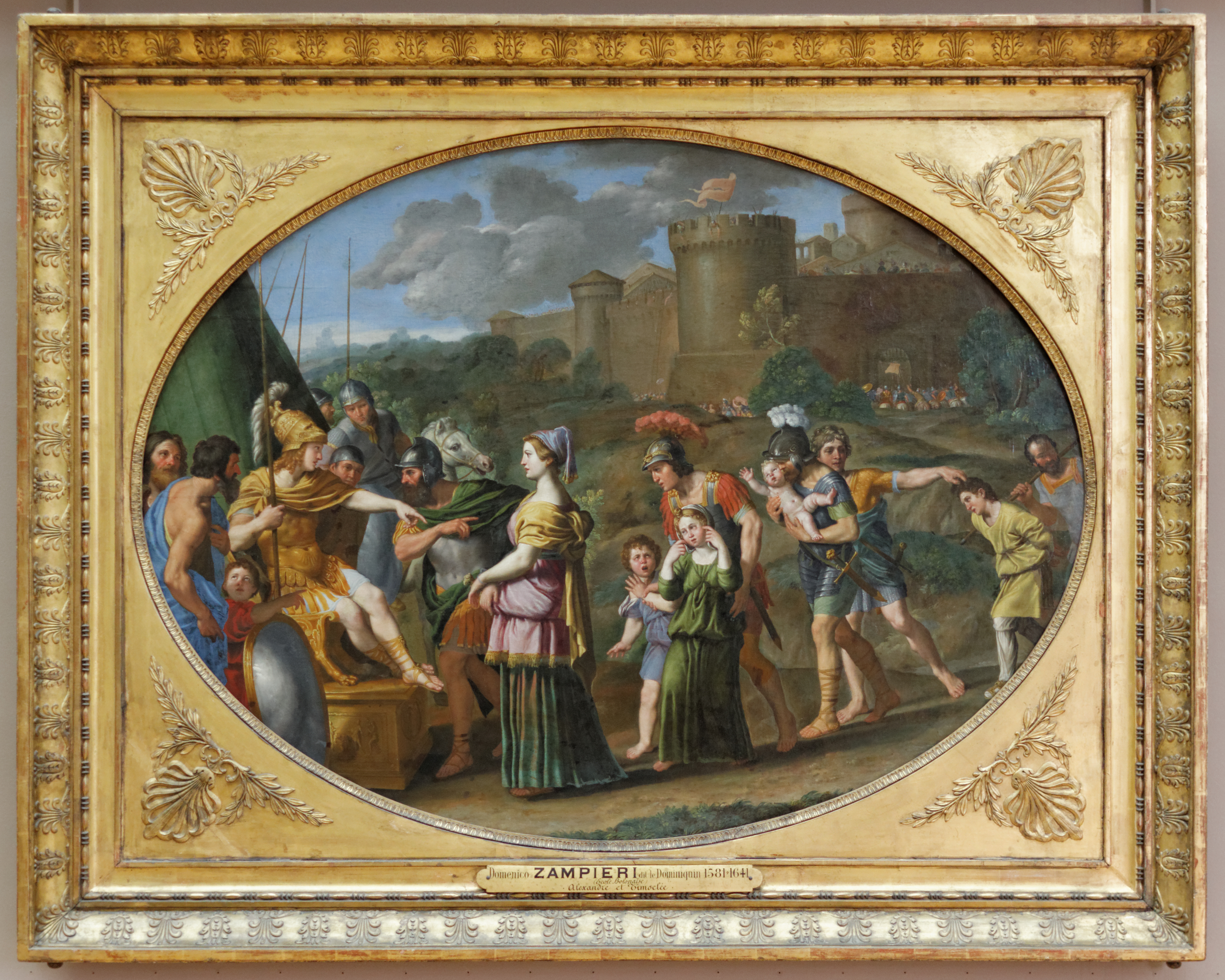
Timokleia vor Alexander dem Großen. Gemälde von Domenichino um 1615, Museum des Louvre, Paris.

Nach dem Ende des Kampfes legte Alexander die Entscheidung über das Schicksal Thebens den anwesenden Vertretern des Hellenenbundes zur Beratung vor. Da es sich bei ihnen hauptsächlich um boiotische Städte handelte, über die Theben in den vorangegangenen Jahren eine drückende Herrschaft ausgeübt hatte, war deren Urteilsspruch schnell und eindeutig gefallen. Neben dem Abfall vom Hellenenbund kam dabei auch die traditionell zweideutige Haltung Thebens gegenüber den verhassten Persern zur Sprache, gegen die zu kämpfen sich der Hellenenbund eigentlich verpflichtet hatte. Man hatte nicht vergessen, dass Theben während der Perserkriege mit dem Großkönig Xerxes I. verbündet gewesen war und die mit zu Gericht sitzenden Platäer und Orchomenäer hatten die mehrfache Zerstörung ihrer Heimatstädte durch Theben in den vergangenen hundert Jahren (Plataiai: 479, 426 und 376 v. Chr.; Orchomenos: 364 und 349 v. Chr.) noch in Erinnerung. Und da sich der Hellenenbund seit 338 v. Chr. im Kriegszustand mit Persien befand – Truppen unter Parmenion kämpften bereits in Kleinasien – musste der Abfall Thebens als Hochverrat gegen die koiné eiréne aufgefasst werden. Dafür sollte die Stadt nun zerstört, ihr Land zwischen den boiotischen Städten aufgeteilt und die Stadtbevölkerung in die Sklaverei verkauft werden. Weiterhin wurden alle entkommenen Thebaner geächtet und ihnen Zutritt in griechische Städte verwehrt. Im Gegenzug sollten die Städte Orchomenos und Plataiai als Lohn für die Bundestreue ihrer Bürger wieder aufgebaut werden. Etwa drei Monate nach ihrem Fall lag Theben im Oktober 335 v. Chr. in Trümmern. Von dem Exempel wurden einzig jene Thebaner ausgenommen, die für ihre promakedonische Haltung bekannt waren und die in der Ratsversammlung gegen den Krieg gestimmt hatten. Von den Gebäuden sollte einzig das Haus des von den Griechen hochverehrten Dichters Pindar von der Zerstörung ausgenommen und dessen Nachfahren vor der Sklaverei verschont werden. Alexander selbst begnadigte eine Frau namens Timokleia, welche die Schwester des letzten Befehlshabers der heiligen Schar gewesen war, den bei Chaironeia gefallenen Theagenes. Sie hatte während des Kampfes einen Thraker getötet, der sie zuvor vergewaltigt hatte.
Athen erreichte die Nachricht vom Untergang Thebens Anfang des Herbstes 335 v. Chr., als gerade die Mysterien gefeiert wurden. Diese wurden sofort beendet, die Stadt in Verteidigungsbereitschaft versetzt und die Ekklesia einberufen. Gegenüber Alexander, der tatsächlich nach Attika vormarschierte, gab man die Unterstützung der Abtrünnigen als Privataktion des Demosthenes aus. Dessen und seiner Anhänger Auslieferung verlangte Alexander, was die Stadt jedoch ablehnte. Ein drohender Konflikt wurde durch das diplomatische Geschick der Makedonenfreunde Phokion und Demades verhindert, die gegenüber Alexander für die Loyalität Athens zum Hellenenbund bürgten. Alexander gab sich mit der Verbannung eines Mitstreiters des Demosthenes zufrieden und gestattete die Aufnahme thebanischer Verbannter. Demosthenes selbst blieb verschont, offenbar durch eine persönliche Loyalitätsbekundung zu den Verträgen des Hellenenbundes wie Beloch vermutet; antike Spötter glaubten jedoch, er habe Demades mit fünf Talenten für ein gutes Wort bei Alexander bestochen. Darauf zog Alexander mit seinem Heer nach Makedonien ab und bereitete den Feldzug nach Asien vor. Mit dem Verzicht eines Strafgerichts über Athen hielt er den Anspruch eines panhellenischen Rachefeldzugs gegen die Perser aufrecht, der mit einer Zerstörung Athens nur konterkariert worden wäre.
Wenngleich in der griechischen Antike die Zerstörung einer eroberten Stadt ein durchaus übliches Vorgehen war (z. B. Plataiai und Orchomenos), erwies sich der Fall von Theben als ein Fanal mit hoher Schockwirkung. Dies erklärt sich vor allem aus der historischen Bedeutung dieser Stadt, die wenige Generationen zuvor noch eine Hegemonialstellung innegehabt hatte. Sie galt neben Sparta und Athen als eine der „drei Häupter von Hellas“. Weil Alexander die Abhaltung des Strafgerichts den Vertretern des Hellenenbundes überantwortete, hatte er sich damit vor der Geschichte als alleiniger Verantwortlicher für die Vernichtung der Stadt entlastet. Dennoch gilt sie als Schandfleck in seiner Biographie, zumal das Urteil ganz in seinem Sinn ausgefallen war, als ständige Mahnung gegenüber zukünftigen Unruhestiftern unter den Griechen. Dies war ihm offenbar selbst bewusst, als er später in Asien mehrere gefangengenommene thebanische Söldner, die für Dareios III. gekämpft hatten, bedingungslos frei ließ, unter Hinweis auf das schwere Schicksal, das ihre Stadt schon getroffen habe. Von dem Schicksal Thebens unbeeindruckt zeigten sich die Spartaner, selbst einst Erzfeinde der Stadt, die sich nach dem Abzug Alexanders aus Europa 334 v. Chr. mit der Beihilfe Athens im „Mäusekrieg“ gegen die Makedonen erhoben und dabei selbst unterlagen. Allerdings wurde ihre Stadt anschließend schonender behandelt.
Theben wurde 316 v. Chr. von Kassander wieder aufgebaut und mit freigekauften Bürgern neubesiedelt, ihre geschichtliche Bedeutung erlangte sie aber nie wieder. Der Wiederaufbau war politisch nicht unumstritten. Der mit Kassander verfeindete Antigonos Monophthalmos wertete dies als Begünstigung traditioneller Feinde der griechischen Einheit. Sein Sohn Demetrios Poliorketes beabsichtigte die Stadt nach ihrer Eroberung 290 v. Chr. erneut zu vernichten, wurde von diesem Vorhaben aber von seinem eigenen Sohn Antigonos Gonatas abgehalten.